# Idamante
Idamante nella mitologia greca è re di Creta, successore del padre Idomeneo.
Idamante, rimasto a Creta durante l'assenza del padre, governa come principe e si innamora di Ilia, principessa troiana, discussa figlia di Priamo o Enea - che potrebbe corrispondere a Etia, visti i collegamenti con la Periegesi della Grecia di Pausania -. Al rientro del padre Idomeneo con la flotta navale, Idamante lo accoglie sulla spiaggia senza sapere che, durante il lungo e pericoloso viaggio, il padre aveva promesso di sacrificare al dio Poseidone la prima persona che avesse visto una volta giunto sul suolo patrio per poter raggiungere salvo la patria. In questo modo Idomeneo avrebbe dovuto sacrificare il figlio. Tuttavia, Idomeneo si libera dal voto a Poseidone rinunciando al trono in favore del figlio.
Idamante regna così assieme ad Ilia su Creta.